# Büchsenwurfspiel
Als Büchsenwurfspiel (ital. „Partita della Lattina“) ging das am 20. Oktober 1971 im Europapokal der Landesmeister ausgetragene Achtelfinal-Hinspiel zwischen Borussia Mönchengladbach und Inter Mailand in die Fußballgeschichte ein. Die Borussia gewann das Hinspiel im heimischen Bökelbergstadion zunächst mit 7:1; das Spiel wurde später von der UEFA annulliert, da der italienische Stürmer Roberto Boninsegna in der 28. Spielminute beim Spielstand von 2:1 von einer Coca-Cola-Dose – geworfen von einem Zuschauer – getroffen wurde, zu Boden ging und daraufhin ausgewechselt wurde.

## Hintergrund
Zum legendären Status dieses Spiels trägt auch die Tatsache bei, dass es wegen Vertragsproblemen zwischen der ARD und dem Manager der Borussia, Helmut Grashoff, nicht im deutschen Fernsehen übertragen wurde und es deshalb – abgesehen von kurzen Filmausschnitten – lediglich Rundfunk-, Zeitungs- und Augenzeugenberichte gibt. Es ging seinerzeit um die Frage, wer die Übertragungskosten von 60.000 DM und die fällige Mehrwertsteuer von damals elf Prozent zu leisten habe.
Die Disziplinarkommission der UEFA ordnete danach eine Platzsperre für die nächsten drei Heimspiele der Borussia im europäischen Wettbewerb sowie eine Geldstrafe von 10.000 Schweizer Franken an. Nach einem 2:4 im Rückspiel in Mailand und einem 0:0 im Wiederholungsspiel am 1. Dezember 1971 im Berliner Olympiastadion schied Borussia Mönchengladbach aus dem Wettbewerb aus.
Luggi Müller erzählte später:

„Ich habe gesehen, wie die Dose Boninsegna an der Schulter traf. Zunächst schaute er nur ganz verdutzt. Dann kam Inter-Kapitän Sandro Mazzola auf ihn zugestürmt und rief, er solle sich fallen lassen. Und schon sank er wie vom Blitz getroffen zu Boden. Dabei war die Dose so gut wie leer. Das habe ich gemerkt, als ich sie Richtung Bande gekickt habe. Boninsegna wollte aufstehen, doch ein Inter-Masseur drückte ihn immer wieder zu Boden. Dann ließ er sich auf einer Trage abtransportieren. Wir haben aber gesehen, dass er dabei noch seinen Mitspielern zugezwinkert hat. Es war eine große schauspielerische Leistung.“

Roberto Boninsegna hat immer bestritten, dass eine Inszenierung stattgefunden hat:

„Ich weiß nicht, was als nächstes passiert ist, weil ich auf dem Boden lag. Ich war auf dem Weg, um einen Einwurf auszuführen, als ich einen Schlag verspürte und ohnmächtig wurde. Nachdem ich wieder zu mir gekommen war, wollte ich weiterspielen, aber der Arzt brachte mich in die Umkleidekabine.“

Laut der italienischen Zeitung „La Stampa“ stellte der Arzt, der Boninsegna untersuchte, fest, dass der Stürmer eine starke parietale Kontusion wegen des Werfens der Dose erlitt.
Die Blechdose stand bis Juni 2012 im Vereinsmuseum von Vitesse Arnheim, nachdem der Schiedsrichter der Partie, Jef Dorpmans, sie nach Arnhem mitgenommen hatte. Im Herbst 2011 bemühte sich Borussia Mönchengladbach, die Büchse anlässlich des 40. Jahrestages des Büchsenwurfes zu erwerben. Im Juni 2012 wurde die Büchse in einem feierlichen Rahmen an die Vereinsführung von Borussia Mönchengladbach übergeben. Sie ist seit dessen Eröffnung am 3. Mai 2019 im vereinseigenen Museum, der Fohlenwelt, ausgestellt.
| Borussia Mönchengladbach                               | Borussia Mönchengladbach | Inter Mailand | Inter Mailand |
| ------------------------------------------------------ | --- | --- | ------------- |
| Borussia Mönchengladbach                               | \| 20. Oktober 1971 in Mönchengladbach (Bökelbergstadion) \| \| Ergebnis: 7:1 (5:1) \| \| Zuschauer: 27.500 Zuschauer[1][8] \| \| Schiedsrichter: Jef Dorpmans ( Niederlande) \|                                                                    | \| 20. Oktober 1971 in Mönchengladbach (Bökelbergstadion) \| \| Ergebnis: 7:1 (5:1) \| \| Zuschauer: 27.500 Zuschauer[1][8] \| \| Schiedsrichter: Jef Dorpmans ( Niederlande) \|                                                                                      | Inter Mailand |
| Borussia Mönchengladbach                               | Wolfgang Kleff, Berti Vogts , Ludwig Müller, Klaus-Dieter Sieloff, Hartwig Bleidick, Rainer Bonhof, Günter Netzer (83. Hans-Jürgen Wittkamp), Christian Kulik, Herbert „Hacki“ Wimmer, Jupp Heynckes, Ulrik le Fevre Cheftrainer: Hennes Weisweiler | Lido Vieri (46. Ivano Bordon), Gabriele Oriali, Mario Giubertoni, Tarcisio Burgnich, Giacinto Facchetti, Bernardino Fabbian, Gianfranco Bedin, Mario Corso, Sandro Mazzola , Jair da Costa, Roberto Boninsegna (28. Gian Piero Ghio) Cheftrainer: Giovanni Invernizzi | Inter Mailand |
| Borussia Mönchengladbach                               | 1:0 Jupp Heynckes (7.) 2:1 Ulrik le Fevre (21.) 3:1 Ulrik le Fevre (34.) 4:1 Günter Netzer (42.) 5:1 Jupp Heynckes (44.) 6:1 Günter Netzer (52.) 7:1 Klaus-Dieter Sieloff (83., Elfmeter)                                                           | 1:1 Roberto Boninsegna (19.) | Inter Mailand |
| 20. Oktober 1971 in Mönchengladbach (Bökelbergstadion) | | |               |
| Ergebnis: 7:1 (5:1)                                    | | |               |
| Zuschauer: 27.500 Zuschauer                            | | |               |
| Schiedsrichter: Jef Dorpmans ( Niederlande)            | | |               |